# Liste der Wirtschaftsminister des Saarlandes
Dieser Artikel enthält eine Liste der Wirtschaftsminister des Saarlandes.

## Wirtschaftsminister Saarland (seit 1947)
| Name                                                           | Amtsantritt                                                    | Kabinett                                                       | Partei                                                         |
| Minister für Wirtschaft, Verkehr, Ernährung und Landwirtschaft | Minister für Wirtschaft, Verkehr, Ernährung und Landwirtschaft | Minister für Wirtschaft, Verkehr, Ernährung und Landwirtschaft | Minister für Wirtschaft, Verkehr, Ernährung und Landwirtschaft |
| -------------------------------------------------------------- | -------------------------------------------------------------- | -------------------------------------------------------------- | -------------------------------------------------------------- |
| Franz Singer                                                   | 20. Dezember 1947                                              | Hoffmann I                                                     | CVP                                                            |
| Franz Ruland                                                   | 14. April 1951 23. Dezember 1952 17. Juli 1954                 | Hoffmann II Hoffmann III Hoffmann IV                           | CVP                                                            |
| Eugen Huthmacher                                               | 29. Oktober 1955                                               | Welsch                                                         | parteilos                                                      |
| Norbert Brinkmann                                              | 10. Januar 1956                                                | Ney                                                            | CDU                                                            |
| Heinrich Schneider                                             | 4. Juni 1957                                                   | Reinert I                                                      | DPS                                                            |
| Minister für Wirtschaft, Verkehr und Landwirtschaft            |                                                                |                                                                |                                                                |
| Heinrich Schneider                                             | 1. April 1958                                                  | Reinert I                                                      | DPS                                                            |
| Manfred Schäfer                                                | 26. Februar 1959 30. April 1959                                | Reinert II Röder I                                             | CDU                                                            |
| Eugen Huthmacher                                               | 9. Februar 1960 17. Januar 1961 19. Juli 1965                  | Röder I Röder II Röder III                                     | CDU                                                            |
| Reinhard Koch                                                  | 22. Juni 1967                                                  | Röder III                                                      | FDP                                                            |
| Manfred Schäfer                                                | 13. Juli 1970                                                  | Röder IV                                                       | CDU                                                            |
| Erwin Sinnwell                                                 | 23. Januar 1974                                                | Röder V                                                        | CDU                                                            |
| Werner Klumpp                                                  | 1. März 1977 5. Juli 1979 23. Mai 1980                         | Röder VI Zeyer I Zeyer II                                      | FDP                                                            |
| Edwin Hügel                                                    | 14. Juli 1982                                                  | Zeyer II                                                       | FDP                                                            |
| Walter Henn                                                    | 11. Oktober 1983                                               | Zeyer II                                                       | FDP                                                            |
| Horst Rehberger                                                | 11. Januar 1984 10. Juli 1984                                  | Zeyer II Zeyer III                                             | FDP                                                            |
| Minister für Wirtschaft                                        |                                                                |                                                                |                                                                |
| Hans-Joachim Hoffmann                                          | 9. April 1985 21. Februar 1990                                 | Lafontaine I Lafontaine II                                     | SPD                                                            |
| Reinhold Kopp                                                  | 5. Juni 1991                                                   | Lafontaine II                                                  | SPD                                                            |
| Minister für Wirtschaft und Finanzen                           |                                                                |                                                                |                                                                |
| Christiane Krajewski                                           | 23. November 1994 9. November 1998                             | Lafontaine III Klimmt                                          | SPD                                                            |
| Minister für Wirtschaft                                        |                                                                |                                                                |                                                                |
| Hanspeter Georgi                                               | 29. September 1999                                             | Müller I                                                       | CDU                                                            |
| Minister für Wirtschaft und Arbeit                             |                                                                |                                                                |                                                                |
| Hanspeter Georgi                                               | 6. Oktober 2004                                                | Müller II                                                      | CDU                                                            |
| Minister für Wirtschaft, Wissenschaft und Landwirtschaft       |                                                                |                                                                |                                                                |
| Joachim Rippel                                                 | 3. September 2007                                              | Müller II                                                      | CDU                                                            |
| Minister für Wirtschaft und Wissenschaft                       |                                                                |                                                                |                                                                |
| Joachim Rippel                                                 | Oktober 2009                                                   | Müller II                                                      | CDU                                                            |
| Christoph Hartmann                                             | 10. November 2009 24. August 2011                              | Müller III Kramp-Karrenbauer I                                 | FDP                                                            |
| Peter Jacoby (kommissarisch)                                   | 18. Januar 2012                                                | Kramp-Karrenbauer I                                            | CDU                                                            |
| Minister für Wirtschaft, Arbeit, Energie und Verkehr           |                                                                |                                                                |                                                                |
| Heiko Maas                                                     | 9. Mai 2012                                                    | Kramp-Karrenbauer II                                           | SPD                                                            |
| Anke Rehlinger                                                 | 15. Januar 2014 17. Mai 2017 1. März 2018                      | Kramp-Karrenbauer II Kramp-Karrenbauer III Hans                | SPD                                                            |
| Minister für Wirtschaft, Innovation, Digitales und Energie     |                                                                |                                                                |                                                                |
| Jürgen Barke                                                   | 26. April 2022                                                 | Rehlinger                                                      | SPD                                                            |